# ハイクサネム
ハイクサネム（学名: Desmanthus illinoensis）は、マメ科タチクサネム属に属する植物の一種。アメリカゴウカン、イリノイバンドルフラワー、プレーリー・ミモザとも呼ばれる。アメリカ合衆国の中南部から中西部に一般的な植物。水と光が豊富な道端で成長することがよくある。
本種の根に、幻覚作用を引き起こすジメチルトリプタミン (DMT) や、有毒成分のグラミンなどが含まれている。

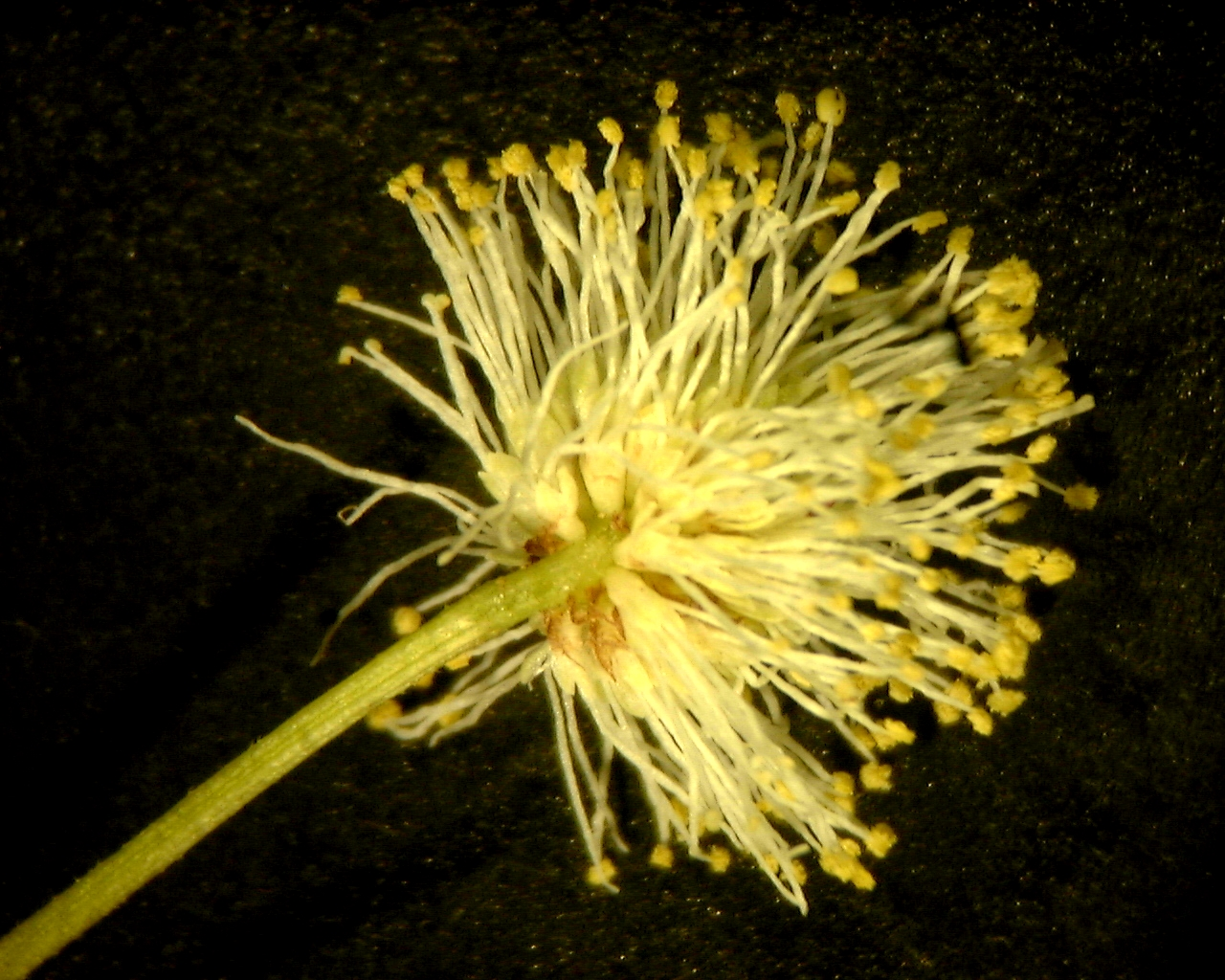
花
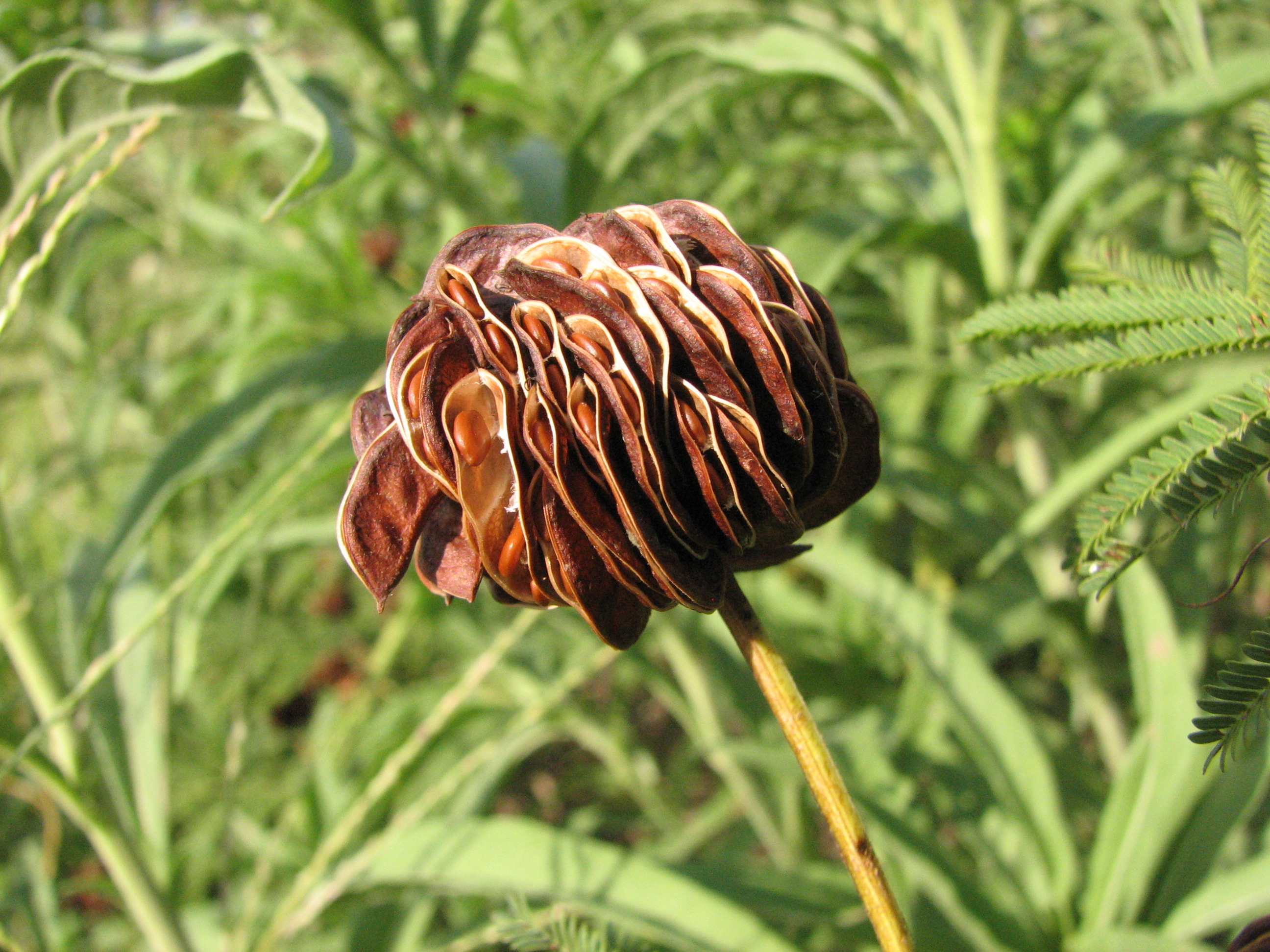
果実
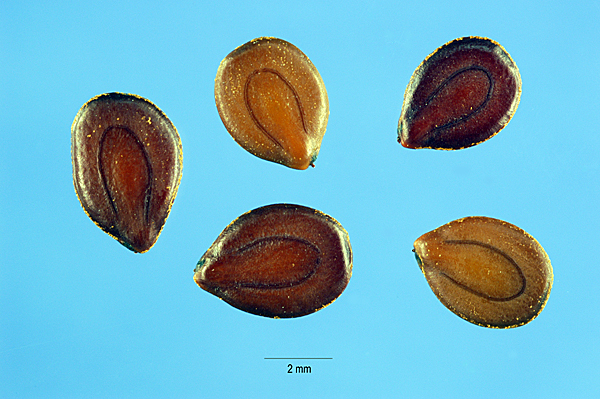
種子